# Octopodiformes
Octopodiformes је надред у оквиру класе главножаца. Сви представници имају по осам ручица и сврставају се у два реда: лигње-вампире и хоботнице.

## Карактеристике
Од ручица, друга права ручица је модификована или је нема, док је четврта неизмењена. Пијавке су радијално симетричне и са прстеном. Глава је дорзално спојена за плашт, пераје је присутно код неких представника, као и љуштура.

## Филогенија и систематика
(1923) је сматрао да би порекло октопода могло заувек да буде нејасно, али у то време није био свестан значаја вампирских лигњи. Young, et al. (1999) је сугерисао два могућа објашњења порекла. Према једном, пелашки предак је постао бентосни организам, при чему му је тело заузело хоризонтални став, а потом су се ручице и уста помериле под главу. Друго решење је да су пелашком претку ручице заузеле латерални положај са устима усмереним надоле, па је тек касније постао бентосни организам. Доказ за ово друго решење се налази у структури мозга. Представници овог надреда имају низ режњева који чине мозак, од којих доњи фронтални има улогу да детектује надражаје хеморецептора смештених у ручицама. Такав примитивни режањ је запажен код вампирских лигњи, мада она користи ручице на неочекиван начин, који треба тек истражити и довести у везу са праисторијским главоношцима. Према теорији непосредни пелашки предак је ову предност користио како би могао да истражи тело животиња попут медуза или туниката. То је омогућило да буде унапред прилагођен бентосном начину живота и истраживању морског дна. На тај начин би се објаснила оријентација усног отвора надоле пре него што је постао бентосни организам.
J. Z. Young (1989), на основу анатомске разлике, уклонио је Cirrata са традиционалног места у Octopoda и ставио га у сопствени ред Cirroctopodida. Young и Vecchione (1996), међутим, користећи кладистичку анализу показали су да је укључивање Cirrata и Incirrata у Octopoda оправдано, што ову групу чини монофилетском. Овај закључак је касније потврђен (Young & Vecchione, 2002). За групу Octopodiformes је предлагано много имена, али су Young и сарадници (1999) закључили да је овај назив најпогоднији.
- Класа 
  -     - Надред 
      - Ред 
      - Ред 
        - Род †
        - Род †
        - Род †
        - Подред 
          - Породица 
          - Породица 
          - Породица 

        - Подред 
          - Породица 
          - Породица 
          - Породица 
          - Породица 
          - Натпородица 
            - Породица 
            - Породица 
            - Породица 
            - Породица